# 湯之川停留場
湯之川停留場（日语：／ Yunokawa teiryūjō */?）是位於北海道函館市湯川町2丁目18番地先的函館市交通局（函館市電）湯之川線的鐵路車站。
避免與鄰近的「湯之川溫泉」車站混淆，在旅遊指南中以湯之川（終點站）為標記。

## 歷史
- 1913年（大正2年）6月29日 - 湯川站開始營業。
- 1945年（昭和20年）7月9日 - 被廢除。
- 1959年（昭和34年）9月2日 - 以湯之川站名義再次開始營業。
- 1976年（昭和51年）10月 - 遷移至現在的地方。

## 車站構造
- 湯之川站擁有2個月台，1條電車路線。
- 車站旁的月台設置了貨物棚及電車接近顯示機。
- 可以讓輪椅通行的無障礙建設。
- 附加有蓋月台的費用由函館國際獅子會所捐贈。
- 東側是行人穿越道。
- 曾經在2006年2月進行翻新道岔的工程，並且用與駒場車庫前站、五稜郭公園前站及函館站前站相同的德國製物料作為替換。

## 車站周邊
- 函館市政府湯川分所
- 湯川溫泉郵政局
- 函館信用金庫湯川分店
- 北洋銀行湯川分店
- 北海道銀行湯川分店
- 陸奧銀行湯川分店
- 湯之川溫泉
- 湯倉神社
- 南北海道保健中心
- 南北海道教育中心
- 函館市立湯川小學
- 函館市立湯川中學
- 函館喇沙中學、高等學校
- 函館大學附屬有斗高等學校
- 函館工業高等專業學校
- 函館大學
- 函館短期大學
- 湯川海水浴場
- 根崎溫泉、根崎體育場
- 北大學力增進會
- 北海道道83號函館南茅部線
- 北海道道100號函館上磯線
- 函館巴士「湯川神社前」車站

## 相鄰停留場
函館市交通局（函館市電）
湯之川線
湯之川（DY01）－湯之川溫泉（DY02）

## 外部連結
- 車站情報 - 湯之川（日文）